# Gestüt

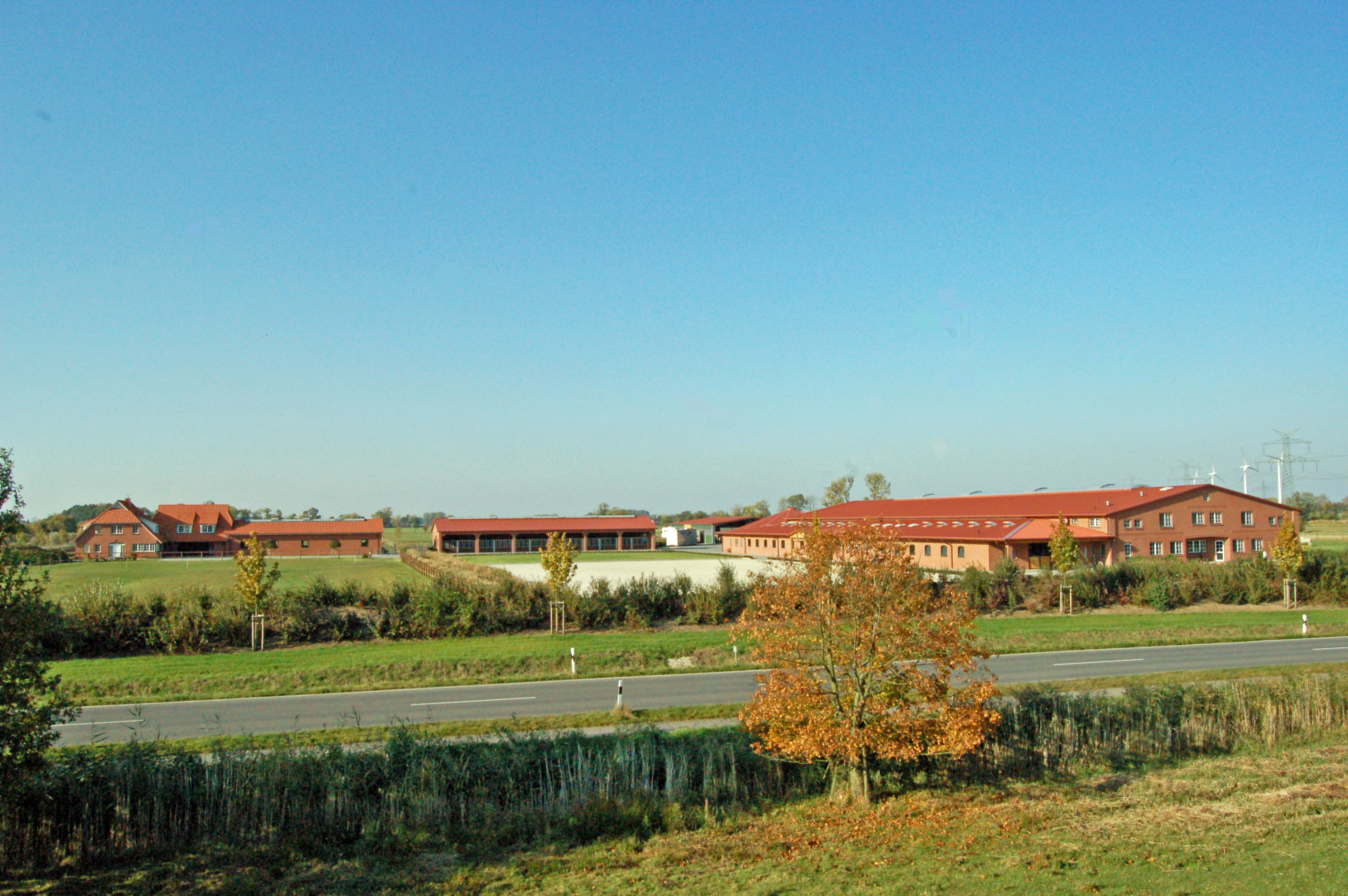
Das Gestüt von Sören von Rönne in Neuendeich bei Uetersen

Ein Gestüt (veraltet auch Stuterei) ist ein landwirtschaftlicher Betrieb, der sich auf die Pferdezucht spezialisiert hat. Findet die Vermehrung unkontrolliert innerhalb der Herde statt, spricht man von einem wilden Gestüt.
Das älteste noch heute bestehende Gestüt Europas ist der Marstall des Klosters Einsiedeln (1064) in der Schweiz. Weitere berühmte Gestüte sind das Nationalgestüt Kladruby nad Labem (1579) in Tschechien, das Gestüt Lipica (1580) in Slowenien, das Nationalgestüt Le Pin (1715) in Frankreich, das ehemalige preußische Hauptgestüt Trakehnen (1731) sowie das Gestüt Bábolna (1789) in Ungarn.
Auch Zuchtstätten für Esel werden Gestüte genannt, diese werden auch als Asinerie (von lateinisch asinus für Esel) bezeichnet.

## Staatliche Gestüte der Pferdezucht in Deutschland
Ein staatlich betriebenes Gestüt der Bundesrepublik Deutschland bezeichnet man je nach Ausprägung als Landgestüt, Hauptgestüt oder Haupt- und Landgestüt. Der Begriff Hofgestüt war einst gebräuchlich für staatliche Gestütsbauten.

### Landgestüte

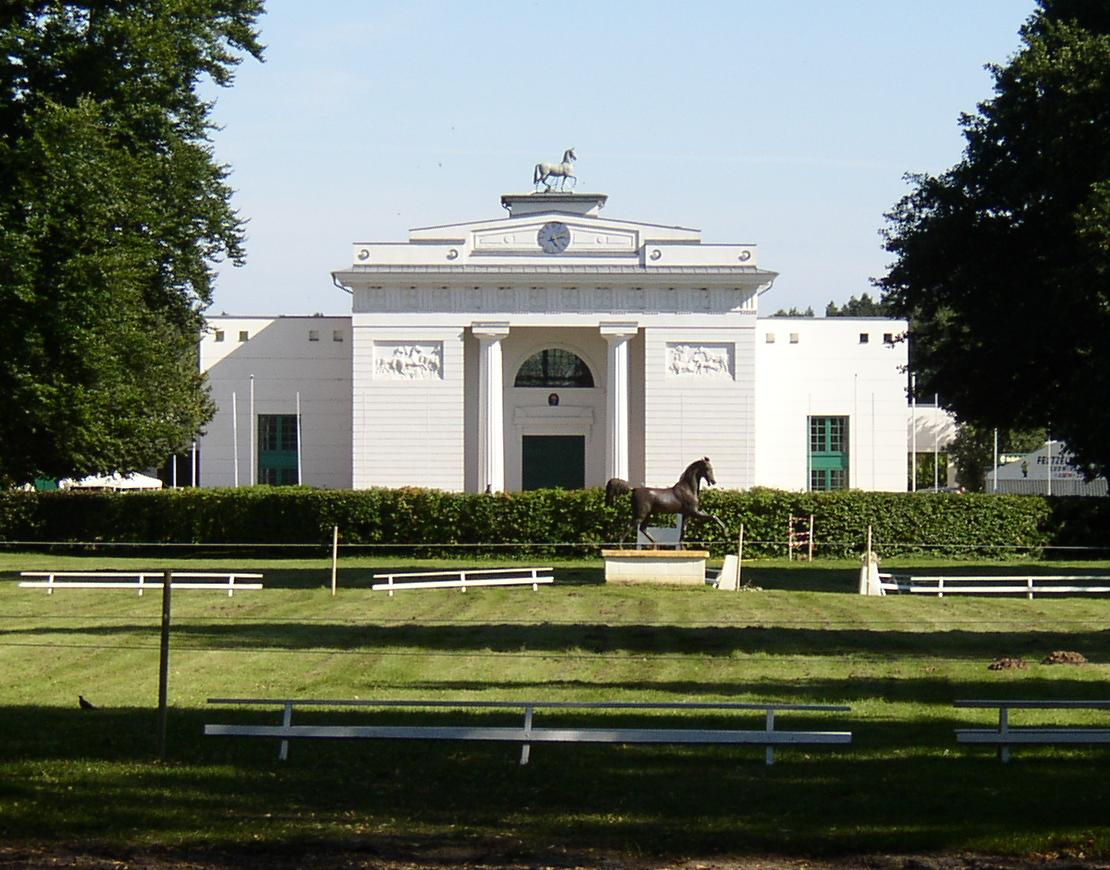
Landgestüt Redefin in Mecklenburg

Ein Landgestüt hat die Aufgabe, Pferdezüchtern hochwertige Hengste (sogenannte Landbeschäler) zur Verfügung zu stellen. In Landgestüten wird keine eigene Zucht betrieben, sondern es werden lediglich Hengste für die Privatzucht zur Verfügung gestellt. In der Regel stehen die Hengste auch lediglich außerhalb der Decksaison in einem Landgestüt, während sie während der Decksaison auf kleinere, verteilte Deckstationen gebracht werden, um die Wege der Züchter möglichst kurz zu halten und so die Nutzung der Hengste durch den Privatzüchter zu forcieren. Ihre Gründung geht zurück ins 17. und 18. Jahrhundert. Hauptmotiv war die Möglichkeit durch die Hengste starken Einfluss auf die Qualität der privaten Zucht nehmen zu können. Aber auch die Förderung der Landwirtschaft und Bereitstellung von Pferden für die Kavallerie und die Aufbesserung der Staatskasse waren Antriebe zur Unterhaltung der Landgestüte.
Traditionell werden auf den Landgestüten vor allem Hengste verschiedener Warmblut- und Kaltblut-Rassen gehalten, daneben aber auch Vollblüter, Anglo-Araber, Haflinger, schwere Warmblüter und Ponys.
Die Rolle der Landgestüte wird zunehmend in Frage gestellt, da mit der zunehmenden Mechanisierung der Landwirtschaft die wirtschaftliche Notwendigkeit für hochwertige Pferde mehr und mehr entfällt. Bereits in den 1950er und 1960er Jahren wurden immer wieder Landgestüte zusammengelegt, privatisiert oder ganz aufgelöst. Gegen die Auflösung der Landgestüte spricht allerdings, dass der Pferdesport – und damit auch die Pferdezucht – ein bedeutender Wirtschaftsfaktor ist, der durch die Landgestüte maßgeblich unterstützt wird.
Heute gehört den Landgestüten vielfach die Landes-Reit- und Fahrschule des jeweiligen Bundeslands an. Diese dienen der überbetrieblichen Ausbildung von Lehrlingen für Pferdewirte sowie  Trainer- und Abzeichenlehrgänge.
Heutige reine Landgestüte:

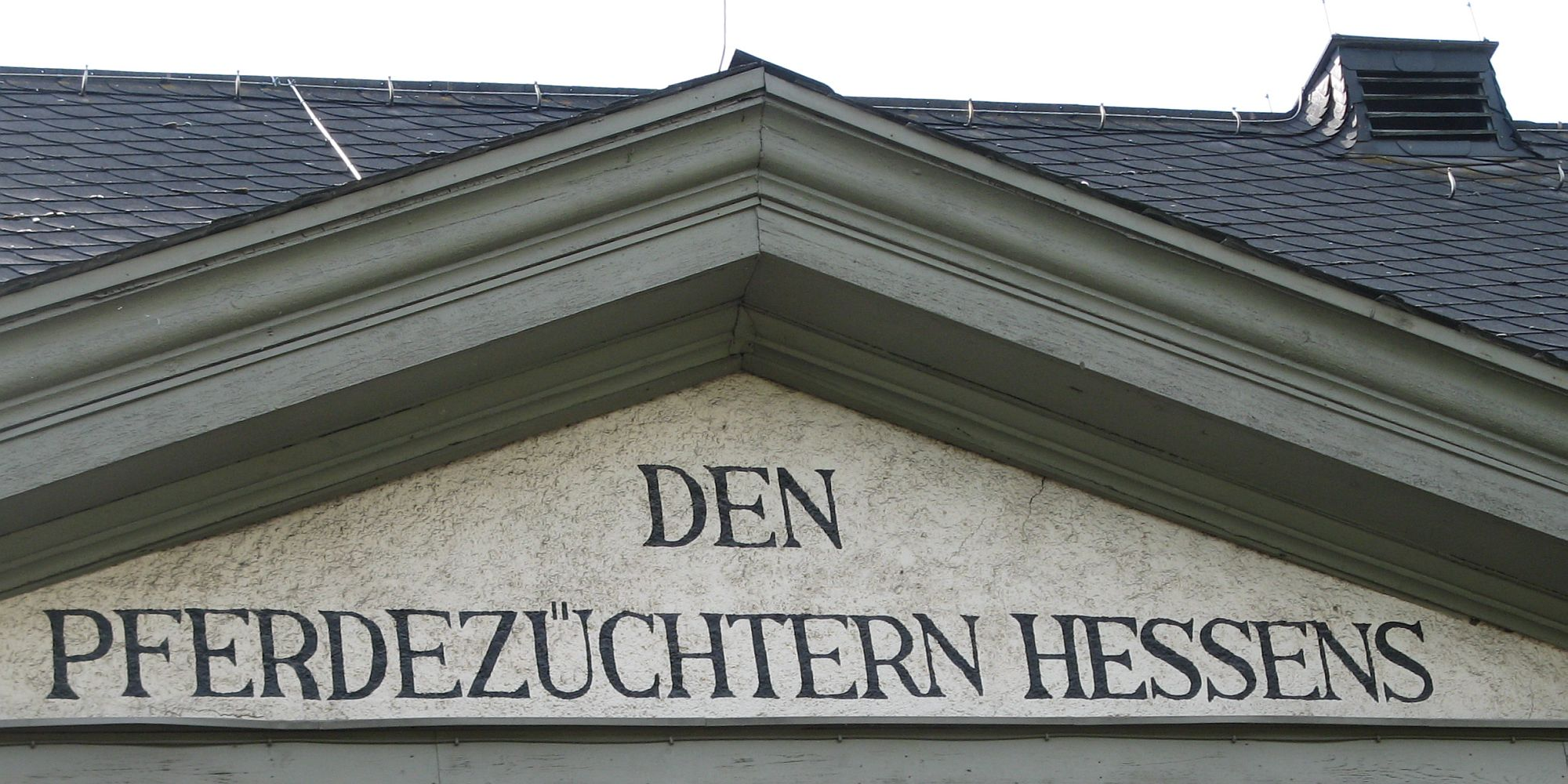
Dachgiebel der Reithalle des Hessischen Landgestüts Dillenburg

- Landgestüt Redefin (Mecklenburg), gegründet 1812

- Landgestüt Zweibrücken (Rheinland-Pfalz, Saarland), gegründet 1755
- Niedersächsisches Landgestüt Celle, gegründet am 27. Juli 1735
- Nordrhein-Westfälisches Landgestüt Warendorf
- Landgestüt Moritzburg (Sachsen und Thüringen), gegründet 1815

In Schleswig-Holstein gibt es nach der Auflösung des Landgestüts Traventhal im Jahr 1960 kein Landgestüt mehr. Dessen Aufgabe übernimmt jetzt der Verband der Züchter des Holsteiner Pferdes (Holsteiner Verband).
Das Hessische Landgestüt Dillenburg ist seit 2017 durch die Aufgabe der Hengsthaltung kein Landgestüt mehr, hat seine übrigen Aufgaben jedoch behalten. Das Landgestüt Sachsen-Anhalts in Prussendorf bestand nach seiner Gründung 1993 bis 2018 und wurde dann privatisiert. Vorgänger war das 1960 geschlossene Königliche Landgestüt Kreuzvorwerk.

### Hauptgestüte

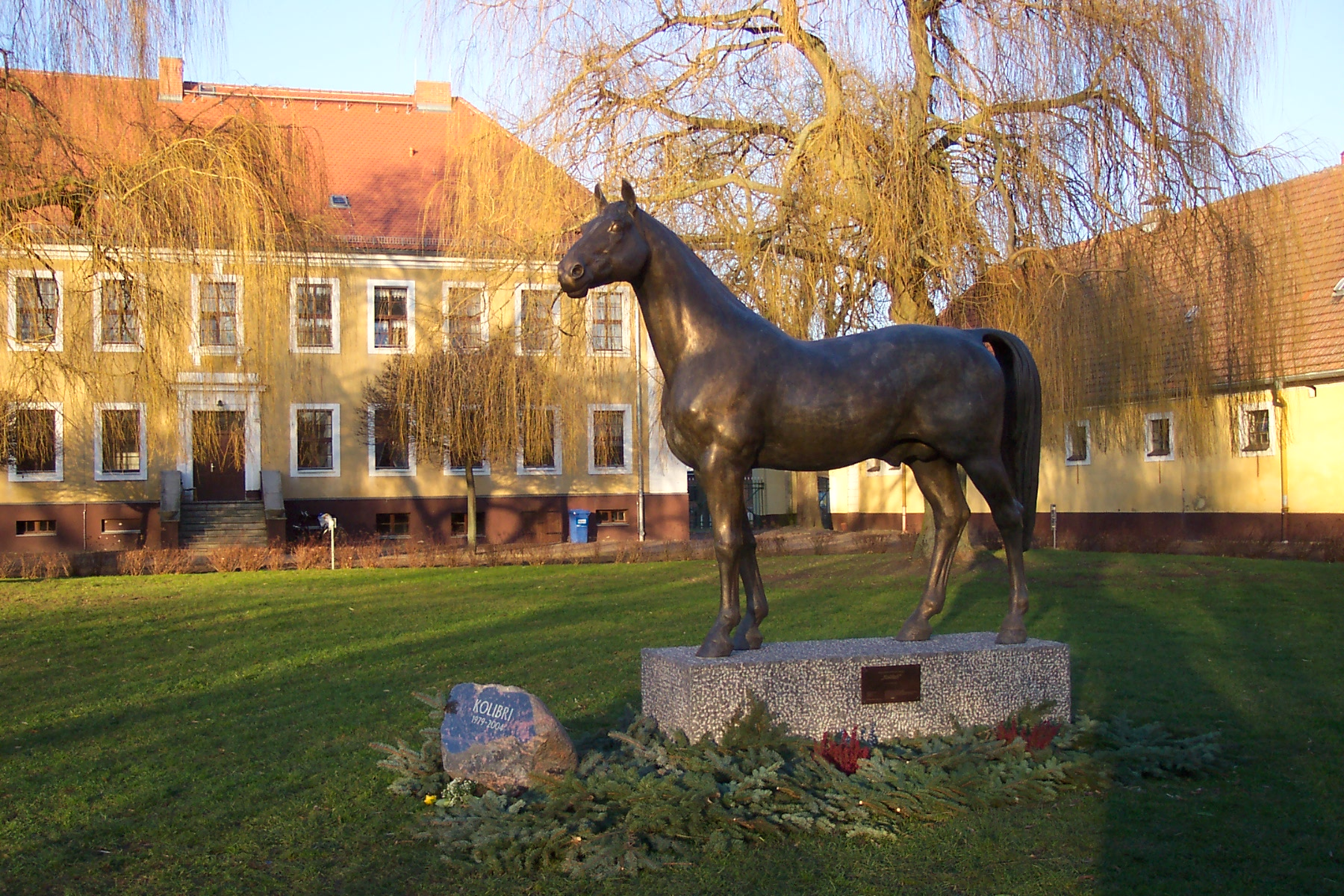
Brandenburgisches Haupt- und Landgestüt Neustadt/Dosse

Staatlich geführte Gestüte, auf denen Landbeschäler gezüchtet werden, die also Hengste, Stuten und Fohlen halten, werden als Hauptgestüte bezeichnet. Werden die in einem Hauptgestüt aufgestellten Hengste – sogenannte Hauptbeschäler – auch wie auf einem Landgestüt Privatzüchtern zur Verfügung gestellt, so wird das Gestüt als Haupt- und Landgestüt bezeichnet.
Heutige reine Hauptgestüte:
- Hauptgestüt Graditz, gegründet 1630/1722.

Heutige Haupt- und Landgestüte:
- Bayerisches Haupt- und Landgestüt Schwaiganger
- Brandenburgisches Haupt- und Landgestüt Neustadt/Dosse, gegründet 1788
- Haupt- und Landgestüt Marbach (Baden-Württemberg), herrschaftliches Gestüt seit dem 16. Jahrhundert

### Ehemalige bedeutende Haupt- und Landgestüte sowie Hofgestüte
Über die Jahrhunderte verloren mehrere große, zumeist staatliche Gestütsanlagen ihren Status als Haupt-, Land-, Hofgestüt oder Vorwerke der Haupt- und Landgestüte. Im Folgenden seien einige dieser Pferdezuchtzentren genannt:
- Kurfürstlich-Sächsische Hofgestüt Bleesern, gegründet vor 1449, bis 1724 zur Pferdezucht genutzt; die erhaltenen frühbarocken Bauten 1686 vollendet und somit älteste erhaltene Gestütsanlage Deutschlands, bis 2010 von Abbruch bedroht, seitdem Sicherung und schrittweise Instandsetzung durch Förderverein (Lutherstadt Wittenberg, Ortsteil Seegrehna, Sachsen-Anhalt)
- Königliches Landgestüt Kreuzvorwerk, für Wohnzwecke umgenutzte und sanierte, weitgehend erhaltene Gestütsanlage von 1888 (Halle-Saale, Stadtteil Kröllwitz, Sachsen-Anhalt)
- Preußisches Hauptgestüt Altefeld, letztes errichtetes Hauptgestüt, gegründet 1913, gegenwärtig weiterhin für Pferdezuchtzwecke genutzt (Hessen)
- Landgestüt Wickrath, eine weiterhin als Gestüt genutzte, wasserschloss-ähnliche Anlage im Mönchengladbacher Ortsteil Wickrath, Nordrhein-Westfalen.
- Vollblutgestüt Lehn, schlichte, jedoch herrschaftliche Anlage in Lehn, Sachsen.

## Staatliches Gestüt der Schweiz
- Schweizer Nationalgestüt in Avenches

## Staatsgestüte in Österreich und Österreich-Ungarn
Die Staatspferdezuchtanstalten sorgten für die Ausstattung der österreichisch-ungarischen Streitkräfte mit den benötigten Reit- und Zugtieren, um den Staat in Bezug auf den Ankauf von Pferden für militärische Zwecke so weit als möglich unabhängig zu machen.
- Gestüt Lipizza
- Gestüt Kladrub
- Bundesgestüt Piber
- k.u.k. Staatsgestüt Radautz
- k.u.k. Staatsgestüt Bábolna
- Fogaras
- Gestüt Kisbér
- Mezőhegyes

## Staatliche Gestüte in Frankreich
Frankreich verfügt über ein Netzwerk von 20 Nationalgestüten, die Haras Nationaux. Die bedeutendsten sind:
- Nationalgestüt Le Pin, Haras national du Pin, gegründet 1715[5]
- Nationalgestüt Pompadour, Haras national de Pompadour, gegründet 1751 für Jeanne-Antoinette Le Normant d’Étiolles geborene Poisson, Marquise de Pompadour seit 1745; per Erlass Ludwig XV. vom 28. Januar 1764 kurz vor dem Tod der Marquise zum königlichen Gestüt (Haras royal de Pompadour) erhoben; mehrmals aufgehoben (1791, 1860) und neu gegründet, zuletzt 1874.[6]

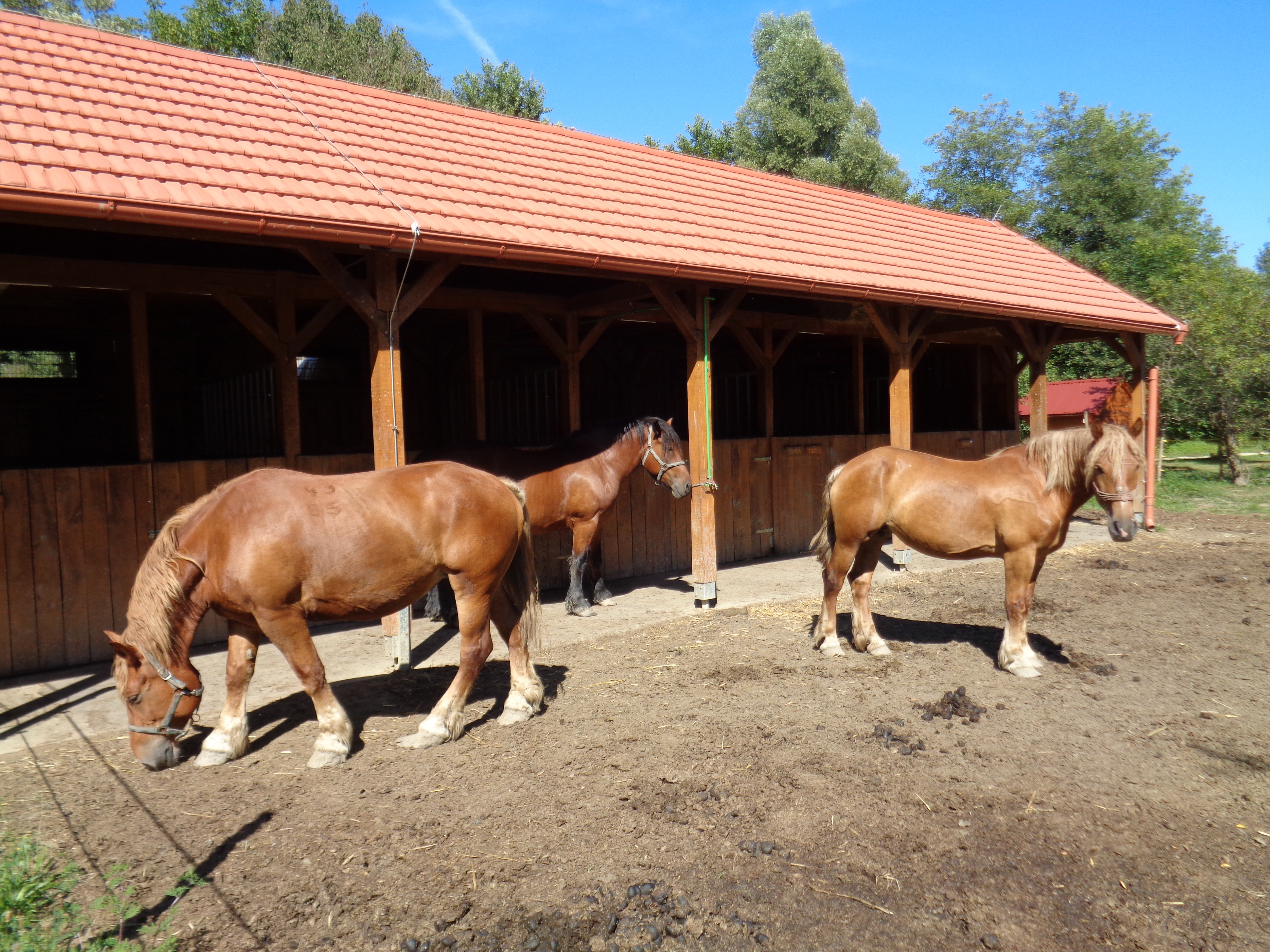
Gestüt Žabnik in Kroatien

## Staatliche Gestüte in Polen
- Nationalgestüt Janów Podlaski, gegründet 1817[7]
- Nationalgestüt Sieraków, gegründet 1829 als „Königlich Preußisches Posen’sches Landgestüt“[8][9]
- Nationalgestüt Michalów, gegründet 1953, mit dem seit 1946 bestehenden Gestüt Klemensów zusammengelegt[10]

## Staatliche Gestüte in Kroatien
- Nationalgestüt Lipik, gegründet 1843
- Nationalgestüt Đakovo, gegründet 1506